# Comandament d'Operacions

Escut del Comandament d'Operacions de les Forces Armades espanyoles.

El Comandament d'Operacions (en castellà: Mando de Operaciones, MOPS) és, juntament amb l'Estat Major Conjunt de la Defensa, el Centre d'Intel·ligència de les Forces Armades i els òrgans auxiliars, un òrgan bàsic de l'Estat Major de la Defensa d'Espanya, i té com a funció la planificació, conducció operacional i el seguiment de les operacions militars a través del cap de l'Estat Major de la Defensa.
El comandant del Comandament d'Operacions, que serà un general en servei actiu pertanyent als cossos generals de l'Exèrcit de Terra, l'Exèrcit de l'Aire o l'Armada, ostenta la Prefectura, auxiliat en les seves funcions d'un Estat Major, i és el responsable de:
- Planejament i l'execució o el seguiment de les operacions conjuntes, combinades i específiques, excepte les corresponents a les missions permanents en temps de pau, que tinguin assignades els caps d'Estat Major de l'Exèrcit de Terra, l'Exèrcit de l'Aire i l'Armada espanyola.
- Elaborar la documentació relativa al planejament operatiu.
- Efectuar el seguiment de l'actuació de les forces transferides a una autoritat no nacional.
- Dur a terme el control dels mitjans de desplegament i proposar les necessàries per a tal fi, a més de la seva inspecció.